# Stromatospongia vermicola
Stromatospongia vermicola is een sponssoort in de taxonomische indeling van de gewone sponzen (Demospongiae). Het lichaam van de spons bestaat uit kiezelnaalden en sponginevezels, en is in staat om veel water op te nemen. 
De spons behoort tot het geslacht Stromatospongia en behoort tot de familie Astroscleridae. De wetenschappelijke naam van de soort werd voor het eerst geldig gepubliceerd in 1969 door Hartman.